# Julian Lennon
Pour les articles homonymes, voir Lennon.
 (juillet 2020).
Si vous disposez d'ouvrages ou d'articles de référence ou si vous connaissez des sites web de qualité traitant du thème abordé ici, merci de compléter l'article en donnant les références utiles à sa vérifiabilité et en les liant à la section « Notes et références ».
Julian Charles John Lennon (né John Charles Julian Lennon le 8 avril 1963 à Liverpool) est le fils de John Lennon et de sa première épouse Cynthia Powell. Il est auteur-compositeur-interprète, multi-instrumentiste de rock et photographe britannique. Son parrain était le manager des Beatles, Brian Epstein.

## Biographie
Julian Lennon a cinq ans lorsque ses parents se séparent, en 1968. Il est directement à l'origine de deux chansons célèbres des Beatles : Lucy in the Sky with Diamonds que son père compose à partir d'un dessin qu'il a rapporté de sa classe de maternelle, et Hey Jude (la chanson s'appelait à l'origine Hey Jules), écrite par Paul McCartney pour le consoler au moment où John Lennon quittait sa mère pour vivre avec Yoko Ono.
Julian fait ses débuts dans la musique à l'âge de onze ans, en jouant de la batterie sur le dernier titre de l'album Walls and Bridges de son père.
En avril 2007, âgé de 44 ans, il vend à un groupe d'édition musicale de New York, "Primary Wave Music Publishing", une part de ses droits financiers, hérités des chansons des Beatles, coécrites par son défunt père. Son demi-frère Sean et sa belle-mère Yoko Ono, sont également les héritiers des œuvres de John Lennon.
Julian s'attache beaucoup aux problèmes écologiques, ainsi il est aussi le producteur du film documentaire Whaledreamers, décrivant la relation particulière d'une tribu aborigène avec les baleines. Ce film a reçu plusieurs prix et a été projeté au Festival de Cannes en 2007. Julian s'adonne aujourd'hui à une carrière de photographe.
Julian ne s’est jamais marié ni n’a eu d’enfants, révélant que sa relation difficile avec son célèbre père l’avait découragé de le faire. Il a dit que, contrairement à son père, il souhaitait être suffisamment mature pour faire face à la paternité. « Il était jeune et ne savait pas ce qu’il était en train de faire », a déclaré Julian. « C’est la raison pour laquelle je n’ai pas encore eu d’enfants. Je ne voulais pas faire la même chose. Non, je ne suis pas prêt. Je veux savoir qui je suis en premier. »
En 2020, Julian décide de changer son état civil en mettant son prénom usuel en premier, dans l'ordre de ses prénoms. Il voulait ainsi éviter les plaisanteries lorsqu'il devait présenter son passeport lors de ses voyages.

## Relation avec son père
Après l'assassinat de son père le 8 décembre 1980 à New York, Julian Lennon a exprimé sa colère et son ressentiment à son égard en déclarant : "Je n'ai jamais vraiment voulu savoir la vérité sur la façon dont papa était avec moi. On a parlé de choses très négatives à mon sujet... comme quand il a dit que je sortirais d'une bouteille de whisky un samedi soir. Des trucs comme ça. - Vous pensez, où est l'amour là-dedans ?, Paul et moi avions l'habitude de traîner un peu... plus que papa et moi ne l'avons jamais fait. Nous avions une grande amitié et il semble y avoir beaucoup plus de photos de moi et Paul jouant ensemble à cet âge, que de photos de moi et de mon père".
Julian était irrité d'entendre la position de paix et d'amour de son père perpétuellement célébrée. Il a déclaré au Daily Telegraph : "Je dois dire que, de mon point de vue, je pensais qu'il était un hypocrite." Il a ajouté : "Papa pouvait parler de paix et d'amour à haute voix au monde, mais il ne pouvait jamais le montrer aux personnes qui comptaient le plus pour lui : sa femme et son fils. Comment peut-on parler de paix et d'amour et fonder une famille par morceaux – ... pas de communication, adultère, divorce - ? Vous ne pouvez pas le faire, pas si vous êtes vrai et honnête avec vous-même ».
Se souvenant de ses nouveaux contacts avec son père au milieu des années 1970, il a déclaré en 2009 : « Papa et moi nous nous entendions beaucoup mieux à ce moment-là. Nous nous sommes beaucoup amusés, avons beaucoup ri, et avons passé de bons moments en général quand il était avec May Pang. Mes souvenirs de ce temps avec papa et May sont très clairs : c'était le moment le plus heureux dont je me souvienne avec lui".
Julian a été exclu du testament de son père. Cependant, son père a créé une [fiducie] de 100 000 £, à partager entre Julian et son demi-frère Sean. Julian a poursuivi la succession de son père et a conclu en 1996 un accord de règlement, autorisé par la veuve de Lennon, Yoko Ono, d'une valeur de 20 millions de livres sterling.
Dans une interview avec CBS News en 2009, il a déclaré : « J'ai réalisé que si je continuais à ressentir cette colère et cette amertume envers mon père, j'aurais un nuage constant au-dessus de ma tête toute ma vie. Après avoir enregistré la chanson « Lucy », presque par nature, il me semblait juste de boucler la boucle, de pardonner à papa, de mettre la douleur, la colère et l'amertume dans le passé, et de me concentrer et d'apprécier les bonnes choses. L'écriture est une thérapie pour moi et, pour la première fois de ma vie, je le ressens et j'y crois. Cela m'a aussi permis d'embrasser papa et les Beatles."

## Discographie

### Albums
- 1984 : Valotte (en)
- 1986 : The Secret Value of Daydreaming (en)
- 1989 : Mr. Jordan (en)
- 1991 : Help Yourself (en)
- 1998 : Photograph Smile (en)
- 2011 : Everything Changes (en)
- 2022 : Jude (en)

## Filmographie

### Acteur
- 1987 : The Hunting of the Snark - Le cuisinier
- 1987 :  Hail! Hail! Rock 'n' Roll  - Lui-même, sur scène avec Chuck Berry et Keith Richards
- 1991 : The Linguini Incident - Non crédité
- 1993 : David Copperfield (TV) -David Copperfield (voix)
- 1995 : Leaving Las Vegas - Troisième barman (Bar de motards)

### Compositeur
- 1995 : Professeur Holland

### Producteur
- 2007 : Whaledreamers

## Julian et les Beatles
- Le titre Lucy in the Sky with Diamonds sur Sgt. Pepper's Lonely Hearts Club Band, écrit par son père, est inspiré d'un dessin dédié à sa camarade Lucy O'Donnell, que Julian ramena à la maison de sa classe de maternelle en 1967.
- Le titre Hey Jude des Beatles écrit par Paul lui est dédié, Jude étant le surnom donné par Paul. Etant dans sa voiture, allant rendre visite à Julian durant la séparation de ses parents, et pour le réconforter, il commença à chanter « hey Julian » qui se transforma en « hey Jules» et enfin en « hey Jude ».
- Le titre Good Night sur l'Album Blanc des Beatles, a été écrit à son intention par John Lennon, alors qu'il se séparait de sa mère. John trouva cette chanson trop douce pour l'image rebelle qu'il avait à l'époque, et c'est pour cette raison que Ringo Starr en interprète les paroles.

## Photographe
- Site personnel du photographe